# VV Drienerlo
v.v. Drienerlo is de studentenvoetbalvereniging van Enschede. Drienerlo is gevestigd op de campus van de Universiteit Twente en heeft daar de beschikking over drie voetbalvelden en een kunstgrasveld. Daarnaast zijn er nog twee sporthallen voor zaalvoetbal. Drienerlo heeft ongeveer 400 leden.

## Geschiedenis
v.v. Drienerlo is opgericht op 22 september 1964, als een van de eerste sportverenigingen op de Universiteit Twente. Zaterdag 17 oktober 1964 werd de eerste wedstrijd van Drienerlo gespeeld, tegen het Gem. Lyceum Enschede. Op 18 mei 1965 werd toelating tot de KNVB verkregen. Het seizoen '65/'66 kon zij direct deelnemen aan de competitie van de Twentsche Voetbalbond. Op 10 juni 1966 werd Koninklijke goedkeuring verleend. Vanaf 1974 heeft men deelgenomen aan de KNVB-competitie, met een korte terugkeer in de TVB-competitie van 1984 tot en met 1987. Zaalvoetbal wordt gespeeld sinds 1975.

## Veldvoetbal
Op zaterdag neemt Drienerlo deel aan de KNVB-competitie. Er zijn vier herenteams en twee damesteams (2016/17). De lagere herenteams, vanaf het derde, zijn vooral gericht op de gezelligheid, terwijl de andere teams prestatief te werk gaan. Het eerste herenteam speelt in de Derde klasse zaterdag (2017/18) en wordt getraind door Robert Harperink.
Sinds 1982 worden er ook door dames gevoetbald bij v.v. Drienerlo, hun eerste competitie was de zomeravondencompetitie van de TVB 1983. Sinds 2006/07 zijn er 2 damesteams, waarbij het eerste team prestatie gericht is. In het seizoen 2011/12 en 2012/13 had v.v. Drienerlo de grootste en hoogst spelende damestak in de stad Enschede na FC Twente. Dames 1 speelden toentertijd derde klasse. Het eerste damesteam wordt getraind door Henk Kolk (sinds 2015/16), voormalig speler van Drienerlo.
Tot het seizoen 2008/09 was Kalle Oranen trainer bij Drienerlo. De oud FC Twente-speler heeft zich 20 jaar ingezet voor de club. Zijn opvolger Frank Eulderink vervulde de taak van hoofdtrainer t/m het seizoen 2016/17.

### Competitieresultaten Heren zaterdag 1 1969–2018
| 8 1A |

| 5 1A |

| 4 1A |

|  |

| 2 1A |

| 3 1A |

| 1 1A |

| 7 4C |

| 2 4C |

| 9 3B |

| 9 3B |

| 10 3B |

| 8 4D |

| 9 4D |

| 7 4D |

| 12 4C |

| 4 1A |

| 10 1A |

| 10 1A |

| 1 1A |

| 2 4C |

| 8 3B |

| 11 3B |

| 7 4D |

| 6 4D |

| 5 4D |

| 4 4D |

| 2 4D |

| 4 3D |

| 3 3D |

| 4 3D |

| 2 3D |

| 10 3D |

| 4 4E |

| 9 4E |

| 3 4E |

| 2 4D |

| 7 4D |

| 4 4E |

| 3 4E |

| 2 4D |

| 3 4F |

| 1 3D |

| 12 2H |

| 1 3D |

| 11 2H |

| 7 3D |

| 7 3D |

| 10 3D |

| 12 3D |

| - 4F |

| Tweede klasse | Derde klasse | Vierde klasse | Eerste klasse TVB |

### Competitieresultaten 1983-heden (Dames 1)
| 2 |

| 1 |

| 4 |

| ? |

| 7 |

| ? |

| 2 |

| 14 |

| 14 |

| 4 |

| ? |

| ? |

| ? |

| 2 |

| 10 |

| 14 |

| 6 |

| 2 |

| ? |

| 3 |

| 14 |

| ? |

| ? |

| 4 |

| 7 |

| 10 |

| 5 |

| 3 |

| 11 |

| 4 |

| 10 |

| 12 |

| 5 |

| 1 |

| 9 |

| 9 |

| TVB 2e Klasse | TVB 1e Klasse | Hoofdklasse TVB | KNVB 5e Klasse | KNVB 4e Klasse | KNVB 3e Klasse |

- Team speelde tot en met het seizoen 1993/94 op zondag, daarna op zaterdag.

## Zaalvoetbal
Drienerlo beschikt tevens over een zaalvoetbaltak, waar ook twee soorten voetbal worden aangeboden. Ten eerste komen drie Drienerlo-teams uit in de KNVB-competitie (2016/17). Het eerste team van Drienerlo wordt getraind door Remco van Leeuwen. Tot de oud-trainers behoren onder andere Paul Scheurink, Erik Hellegers en Lucas Meertens. Begin deze eeuw volgden de promoties elkaar snel op en in 2008 werd zelfs de Eredivisie gehaald, waar Drienerlo na 1 jaar weer uit degradeerde. Tegenwoordig komt Drienerlo Zaal 1 uit in de Topklasse. Het speelt haar thuiswedstrijden op de woensdagavond. In het seizoen 2018/19 werd Drienerlo kampioen van de Hoofdklasse.
Naast deze KNVB-competitie heeft Drienerlo ook nog een eigen zaalvoetbal competitie voor studenten, de DEMCON competitie. In deze competitie zijn zo'n 15 teams actief, die ieder kwartiel  in verschillende poules strijden om de titel futsalkampioen van Drienerlo. Deze competitie vindt op doordeweekse avonden plaats in het Sportcentrum van de Universiteit.

### Competitieresultaten 1981-heden
| 1 |

| ? |

| ? |

| ? |

| 4 |

| 12 |

| 2 |

| 1 |

| 12 |

| 3 |

| 2 |

| 1 |

| 9 |

| 9 |

| 7 |

| 12 |

| 3 |

| 4 |

| 3 |

| 6 |

| 3 |

| 5 |

| 12 |

| 2 |

| 4 |

| 1 |

| 1 |

| 3 |

| 11 |

| 9 |

| 6 |

| 8 |

| 8 |

| 8 |

| 2 |

| 4 |

| 9 |

| 9 |

| 1 |

| Hoofdklasse (TVB) |

| Interreg. Klasse |

| 1e Klasse |

| Hoofdklasse |

| 1e Divisie |

| Eredivisie |

## Toernooien
Drienerlo organiseert een aantal toernooien voor studenten, internationale teams, studies en oud-leden. De twee bekendste zijn:

### BSIT
BSIT is vernoemd naar de oprichter van het toernooi, de volledige benaming is dan ook Berno Slotman International Tournament. De eerste keer dat het toernooi plaatsvond was in 1984. Sindsdien wordt het ieder jaar in het Pinksterweekend gehouden. Tijdens die dagen is er een dames- en een herentoernooi, waar gemiddeld rond de 30 teams aan meedoen. Op de vier voetbalvelden wordt er dan gedurende twee dagen gestreden om de BSIT-titel door teams uit Frankrijk, Roemenië, België, Engeland, Duitsland, Hongarije, Italië, Spanje, Frankrijk en Nederland.

#### Winnaars
| Jaar | Heren                   | Dames             | Derde helft         |
| ---- | ----------------------- | ----------------- | ------------------- |
| 1984 | Parma                   | -                 |                     |
| 1985 | Parma                   | -                 |                     |
| 1986 | München                 | -                 |                     |
| 1987 | München                 | -                 |                     |
| 1988 | Milaan                  | -                 |                     |
| 1989 | Rzeszów                 | -                 |                     |
| 1990 | Ferrara                 | -                 |                     |
| 1991 | Drienerlo               | -                 |                     |
| 1992 | LVOV                    | -                 |                     |
| 1993 | Chernivtsi              | -                 |                     |
| 1994 | Rzeszów                 | -                 |                     |
| 1995 | Manadon                 | -                 |                     |
| 1996 | Ostrava                 | -                 |                     |
| 1997 | FC Runaway              | -                 |                     |
| 1998 | Sofia                   | -                 |                     |
| 1999 | AWF Wroclaw             | -                 |                     |
| 2000 | AWF Wroclaw             | -                 |                     |
| 2001 | Spartak Sofia           | -                 |                     |
| 2002 | Dunarga Dejos           | v.v. Drienerlo    |                     |
| 2003 | Uniwersytet Szczecinski | Nemelaer          |                     |
| 2004 | Uni Magdeburg           | DWA               | G.e.i.l.e. S.l.e.t. |
| 2005 | ASUH Le Havre           | -                 | G.e.i.l.e. S.l.e.t. |
| 2006 | Uni Magdeburg           | DVS '33           | Drienerlo Veld 3    |
| 2007 | Uni Magdeburg           | Bas               | Drienerlo Veld 3    |
| 2008 | La Sorbonne             | De Bäm            | DTAS Veld 5(c)      |
| 2009 | Tricolores              | De Bäm            | vv Boijl            |
| 2010 | FC Uden                 | De Bäm            | Tricolores          |
| 2011 | v.v. Drienerlo          | De Bäm            | vv Boijl            |
| 2012 | Ulysses FC              | -                 | vv Boijl            |
| 2013 | Uni Oldenburg           | Hercules          | Veld 5              |
| 2014 | De Helden van 2011      | Achilles Enschede | v.v. Drienerlo      |
| 2015 | v.v. Drienerlo          | -                 | v.v. Drienerlo      |
| 2016 | Forbidden FC            | v.v. Drienerlo    | GVC Wageningen      |
| 2017 | vv Boijl                | v.v. Drienerlo    | vv Boijl            |
| 2018 | v.v. Drienerlo          | -                 | vv Boijl            |

### TISC
TISC is de futsal-variant van BSIT. Het is ook vernoemd naar de oprichter: Huib Trommel. De Trommel Indoor Soccer Cup vond voor het eerst plaats in 1993 en is sindsdien uitgegroeid tot een groot internationaal toernooi van een hoogwaardig niveau. Er hebben ook Europa-cup deelnemers aan meegedaan. Vooral uit het oosten van Europa komen veel teams van voornamelijk universiteiten, bijvoorbeeld uit Rusland, Wit-Rusland, Polen, Moldavië en Bulgarije, maar ook teams uit Duitsland, Engeland en Nederland. Het toernooi vindt meestal begin december plaats.

#### Winnaars
| Jaar  | Eerste                | Tweede                       | Derde                   |
| ----- | --------------------- | ---------------------------- | ----------------------- |
| 1993  | St. Dorogi            | Mogilev                      | v.v. Drienerlo          |
| 1994  | Miskolc               | Poznan                       | Aachen                  |
| 1995  | Tel Aviv              | Poznan                       | v.v. Drienerlo          |
| 1996  | Tel Aviv              | v.v. Drienerlo               | Poznan                  |
| 1997  | Grodno                | Tampere                      | Plzen                   |
| 1998  | Ostrava               | Grodno                       | Tel Aviv                |
| 1999  | Grodno                | Wroclaw                      | Zoubr                   |
| 2000  | Poznan                | Wroclaw                      | Cracow                  |
| 2001  | Poznan                | Yerevan                      | Cracow                  |
| 2002  | Budapest              | Cracow                       | Lozenetz United         |
| 2003  | Moscow                | Wroclaw                      | Székesfehérvár          |
| 2004  | FC Chamelot           | MESI                         | v.v. Drienerlo          |
| 2005  | MESI                  | Lozenetz United              | Twente Hogerop          |
| 2006  | MESI                  | Poznan                       | FC Chamelot             |
| 2007  | Drs. Vijfje           | KWW '78                      | AZS Poznan              |
| 2008  | Godenzonen            | MESI                         | OKS Służew              |
| 2009  | Hogeschool Leeuwarden | Lozenetz United              | AZS Poznan              |
| 2010  | MESI                  | Lozenetz United              | v.v. Drienerlo          |
| 2011  | v.v. Drienerlo        | MESI                         | Baltic Sea Academy      |
| 2012  | Baltic Sea Academy    | Lozenetz United              | DZG                     |
| 2013* | NSFV Morado CF        | Baltic Sea Academy           | DZG/Eredivisie Ervaring |
| 2014  | Etyfoor               | NSFV Morado CF               | Baltic Sea Academy      |
| 2015  | Baltic Sea Academy    | KWW '78                      | NSFV Morado CF          |
| 2016  | AMU Poznan            | Kaliningrad State University | Baltic Sea Academy      |
| 2021* | Solid as a Rock       | Team Kramp                   | Shinende Bazen          |

- Het toernooi van "2013" vond eenmalig plaats in februari i.p.v. december en werd dus feitelijk in 2014 gespeeld.

- Het toernooi van "2021" vond eenmalig plaats op één dag vanwege de die dag ingestelde corona maatregelen met een harde lockdown. De winnaars werden bepaald aan de hand van de rangschikking aan het einde van de dag.

### Overige Toernooien
Naast deze internationale toernooien organiseert Drienerlo onder andere nog:
- Het Studie Afdelingen toernooi (StAf); Hierin strijden studieverenigingen van de Universiteit Twente en de Saxion Hogeschool gedurende enkele weken tegen elkaar (11 tegen 11 veldvoetbal).
- De Drienerlo Dames Cup (DD-Cup); Een 1-daags futsaltoernooi voor dames (5 tegen 5 zaalvoetbal).
- De IVC-Beker; Bekertoernooi voor interne teams (7 tegen 7 veldvoetbal).

Ook neemt Drienerlo zelf regelmatig deel aan toernooien, zoals het Marinus Goedhart toernooi, het Protos Weering toernooi, het IUTT, het GNSK en de Tukker Cup.

## Clubblad
Drienerlo had ook een eigen clubblad, genaamd de "Natrapper". Dit clubblad werd voor het eerst uitgebracht in de tweede week van december 1967. Maandelijks werd dit blad verstrekt onder de leden, de club van honderd en sponsoren.
Daarnaast is er ook nog een soort clubblad voor oud-leden die lid zijn van de oud-leden vereniging "Dug Out". Deze ontvangen tweemaal per jaar "d'Ouwe Bal" om zo op de hoogte te blijven van de ontwikkelingen rondom hun oude club.

## Prestaties

### Veldvoetbal
- 1967 Kampioen 3e Klasse A Zaterdag TVB Heren
- 1975 Winnaar Fair-Play Cup Heren
- 1975 Kampioen 1e Klasse A Zaterdag TVB Heren
- 1977 Promotie via nacompetitie naar 3de klasse zaterdag oost KNVB Heren
- 1984 Kampioen 2e Klasse Oost KNVB Dames
- 1984 1 plaats Roombeek-nederlagentoernooi Heren
- 1987 Nederlands Studenten Kampioen Heren
- 1988 Kampioen 1e Klasse Zaterdag TVB Heren
- 1988 Nederlands Studenten Kampioen Heren
- 1989 Kampioen 4e klasse oost KNVB zaterdag Heren
- 1989 Promotie door 2de plek naar Hoofdklasse zondag TVB Dames
- 1991 1e plaats BSIT Heren
- 1995 Promotie door 2de plek naar hoofdklasse zaterdag TVB Dames
- 1996 Sportiviteitsprijs District Oost KNVB Heren
- 1999 Promotie door 2de plek neer 4de klasse oost zaterdag KNVB Dames
- 2001 Promotie door 3de plek naar 3de klasse oost zaterdag KNVB Dames
- 2002 1e plaats BSIT Dames
- 2008 Nederlands Studenten Kampioen Veldvoetbal Dames
- 2009 Promotie naar derde klasse Dames
- 2010 Promotie naar 3e Klasse door winst nacompetitie Heren
- 2010 2e plaats Nederlands Studentenkampioenschap Voetbal Heren
- 2010 Nederlands Studenten Kampioen Veldvoetbal Dames
- 2011 Kampioen KNVB Zaterdag 3e Klasse D Oost Heren
- 2013 Kampioen KNVB Zaterdag 3e Klasse D Oost Heren
- 2015 1e plaats BSIT Heren
- 2016 1e plaats BSIT Dames

### Futsal
- 1967 Nederlands Studenten Kampioen Heren
- 1977 Twents Kampioen Heren
- 1981 Kampioen TVB Hoofdklasse
- 1984 1e plaats Internationaal Zaalvoetbaltoernooi Dortmund
- 1988 Kampioen TVB Hoofdklasse
- 1988 Twentse Beker Heren
- 1992 Kampioen TVB Hoofdklasse
- 1992 Nederlands Studenten Kampioen Heren
- 2006 Kampioen KNVB 1e Klasse
- 2007 Kampioen KNVB Hoofdklasse
- 2007 KNVB beker District Oost
- 2008 Promotie naar de Eredivisie A
- 2009 1e plaats Sylvestertoernooi Borne
- 2011 1e plaats TISC
- 2011 KNVB beker District Oost
- 2019 Kampioen KNVB Hoofdklasse

## Bekende Drienerloërs
- Kalle Oranen (speler van FC Twente in de jaren 70)
- Paul Scheurink (oud-international van Nederlands futsalteam)

## Supportersvereniging
Sinds 2010 heeft v.v. Drienerlo als eerste studentenvereniging een eigen supportersvereniging. Naar aanleiding van de promotie naar de 3e klasse richtten Leon de Jong, Mark de Roij en Wouter Schreuder de supportersvereniging Drienerlo op. Na het eerste seizoen bestaat de club uit 75 leden vanuit Enschede tot aan Zweden. Iedere thuiswedstrijd organiseert de supportersvereniging muziek en aankleding bij het veld, een evenement na afloop in de kantine en avondeten. Bij belangrijke wedstrijden worden er sfeeracties georganiseerd en vervoer naar uitwedstrijden. Na de kampioenswedstrijd op 7 mei 2011 gaf de supportersvereniging het kampioensteam een kopie van de Eredivisieschaal cadeau als aandenken aan de behaalde titel.